# Standard de jazz
Pour les articles homonymes, voir Standard.

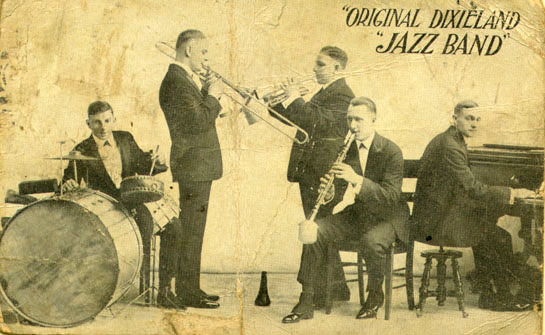
Un ensemble de Jazz Dixieland photographié en 1918.

Un standard de jazz est une composition musicale qui revêt une importance particulière dans le jazz. Les thèmes musicaux, souvent à la base d'arrangements ou d'improvisations sont très souvent joués, repris, réarrangés, détournés, en particulier lors de bœufs. Les standards de jazz peuvent représenter à la fois un patrimoine historique, une appropriation artistique, et une langue significative du jazz.
Tous les standards de jazz n'ont pas été écrits par des compositeurs de jazz. Beaucoup sont des chansons populaires de Tin Pan Alley, des airs de Broadway ou de comédies musicales hollywoodiennes, qui font partie du Great American Songbook. Le répertoire des standards de jazz peut donc avoir des points communs avec ceux du blues ou de la pop traditionnelle américaine.
Jusque dans les années 1930, le standard de jazz le plus enregistré est St. Louis Blues, composé en 1914 par W. C. Handy, dépassé ensuite par Stardust (1927) de Hoagy Carmichael pendant plus de vingt ans, et par la suite détrôné par Body and Soul (1930) de Johnny Green.
Le Real Book est un recueil qui rassemble les grilles harmoniques de nombreux standards, mais il n'existe ni label ni liste officielle des standards de jazz.

## Histoire

### Avant 1920
Au début du XXe siècle, le jazz est encore considéré comme une musique de danse. Les premiers groupes de dixieland restent influencés par cette image : King Oliver et son Creole Jazz Band, les New Orleans Rhythm Kings et de nombreux autres groupes incluent du Tin Pan Alley dans leurs répertoires, et les maisons de disques dictent parfois la liste des titres qui devront être enregistrés par leurs artistes. Certaines chansons imposées sont ainsi devenues des standards, comme Darktown Strutters' Ball (en) ou (Back Home Again in) Indiana enregistrées par le Original Dixieland Jass Band chez Columbia Records en 1917.
Parmi les standards de cette époque se trouvent également les chansons After You've Gone (Turner Layton et Henry Creamer, 1918) et Some of These Days (en) (Sophie Tucker, 1910).

### Années 1920
L'ère du jazz débute aux États-Unis dans les années 1920. Le jazz y devient populaire même si l'ancienne génération considère cette musique comme immorale et mettant en danger ses valeurs culturelles. Le premier artiste qui se permet de choisir librement ses titres est Louis Armstrong, qui va rendre populaire beaucoup de standards au cours des années 1920 à 1930. Les airs populaires des années 1920 étaient des chansons comme Sweet Georgia Brown, Dinah ou Bye Bye Blackbird.
Certaines compositions de cette époque écrites par des musiciens de jazz sont devenues des standards comme Honeysuckle Rose (1928) et Ain't Misbehavin' (1929) de Fats Waller. La chanson Stardust de Hoagy Carmichael et Mitchell Parish est le standard de jazz des années 1920 le plus enregistré. D'autres sont écrites par des compositeurs de Broadway comme The Man I Love de George et Ira Gershwin (1924), Blue Skies de Irving Berlin (1927), ou What Is This Thing Called Love? de Cole Porter (1927).
Il faudra cependant attendre les années 1930 pour que les musiciens de jazz se sentent à l'aise avec les mélodies complexes et les grilles harmoniques sophistiquées des airs de Broadway, et qu'ils les utilisent régulièrement dans leurs répertoires.

### Années 1930–1940
Broadway contribue à des standards parmi les plus populaires des années 1930, dont le célèbre Summertime extrait de la comédie Porgy and Bess de George et Ira Gershwin (1935), My Funny Valentine de Richard Rodgers et Lorenz Hart (1937), All the Things You Are de Jerome Kern et Oscar Hammerstein II (1939), et Body and Soul de Johnny Green (1930). Ces standards sont parmi les plus enregistrés. Les années 1930 voient le swing s'imposer dans la musique américaine. Duke Ellington et ses musiciens composent de nombreux thèmes qui vont devenir des standards de jazz : It Don't Mean a Thing (If It Ain't Got That Swing) (1932), Sophisticated Lady (1933), Caravan (1936) parmi les plus célèbres. La swing era (en) (l'époque du swing, 1935–1946) est celle des plus grands big bands, comme ceux de Benny Goodman et Count Basie, qui ont aussi participé au répertoire des standards de jazz.
De nouveaux thèmes deviennent populaires comme Cotton Tail (en) de Duke Ellington (1940) ou Take the "A" Train de Billy Strayhorn (1941). La Seconde Guerre mondiale est une période difficile pour les big bands, et les petites formations se développent.
L'arrivée du bebop fait apparaître un nouveau public sensible aux harmonies sophistiquées, aux tempos rapides, et à la virtuosité des musiciens. Leurs répertoires utilisent largement les standards des années 1930, mais leurs compositions vont également entrer dans la liste des standards : Salt Peanuts (1941) et Night in Tunisia (1942) de Dizzy Gillespie, Anthropology (1946), Yardbird Suite (1946), Scrapple from the Apple (en) (1947) de Charlie Parker, ou 'Round Midnight (1944) de Thelonious Monk.

### Années 1950 et au-delà
Certains enregistrements de jazz modal deviennent populaires à la fin des années 1950, comme les albums Kind of Blue de Miles Davis en 1959 avec les compositions All Blues et So What, Impressions (en) de John Coltrane en 1963, ou Maiden Voyage de Herbie Hancock en 1965.
À la fin des années 1950 apparaît au Brésil la bossa nova, un mélange de samba et de jazz, rendu populaire par João Gilberto, Antônio Carlos Jobim et Luiz Bonfá. Gilberto et Stan Getz lancent cette vogue aux États-Unis en 1964 avec le célèbre album Getz/Gilberto. Parmi les standards du genre se trouvent des compositions de Bonfá (Manhã de Carnaval, 1959), de Marcos Valle (Summer Samba, 1966), et de nombreuses chansons de Jobim comme Desafinado (1959), Garota de Ipanema (1962), Corcovado (1962).
Au milieu des années 1960, le second grand quintet de Miles Davis avec Wayne Shorter et Herbie Hancock enregistre une série d'albums qui contiennent des standards comme Footprints (Wayne Shorter, 1966) et Freedom Jazz Dance (Eddie Harris, 1966). 
Au milieu des années 1970 apparaît le jazz fusion, qui opère un mélange entre le jazz, le funk et le rock. Joe Zawinul avec Weather Report, Chick Corea avec Return to Forever, Herbie Hancock avec The Headhunters, ou le Mahavishnu Orchestra de John McLaughlin permettent d'élargir considérablement le public du jazz, et certains de leurs succès sont devenus des standards : Spain de Chick Corea (1971), Chameleon de Hancock (1973), ou encore Birdland de Joe Zawinul (1977).